# Prestahnúkur
Der Vulkan Prestahnúkur (deutsch „Priestergipfel“) – Schreibung auch: Prestahnjúkur – liegt im Westen des Hochlands von Island. Er ist 1220 m hoch und lehnt sich an einen Seitengletscher des Langjökull, den Geitlandsjökull, dem er nicht zugerechnet wird, der aber zu seinem Vulkansystem gehört. Der Vulkan liegt auf dem Gemeindegebiet von Borgarbyggð.

## Vulkanismus

### Zentralvulkan Prestahnúkur
Es handelt sich bei dem Rhyolithberg um einen Zentralvulkan mit eigener Magmakammer. Der Berg hat ein Volumen von 0,6 km³.
Am Hochtemperaturgebiet an seinem Fuß kann man erkennen, dass Prestahnúkur noch aktiv ist.
Der Zentralvulkan bildete sich zu Beginn einer der Kaltzeiten in der Eiszeit, genauer gesagt, am Übergang von der Eem-Warmzeit zur Weichsel-Kaltzeit, als zeitweilig ein ca. 700 m dicker Eispanzer auf ihm ruhte. Er entstand vermutlich in einer einzigen Eruptionsserie.
Prestahnúkur gehört zur Gattung der rhyolitischen Tafelvulkane (Tuyas) und hat als solcher noch die Besonderheit zu bieten, dass man bisher keinerlei Tephraablagerungen an ihm entdeckt hat, sondern nur diverse Lavaschichten und Hyaloklastite. Kissenlaven zeugen von Eruptionen unter einem bis zu 700 m dicken Eispanzer, eine Eruptionsserie, die ca. 2–19 Jahre angedauert hat. Das heißt, der Vulkan belegt mit seinem Aufbau das rapide Anwachsen des Eispanzers und die ebenso schnelle Abkühlung dieses Klimawechsels.

### Zum Vulkansystem
Das Vulkansystem, das bei einigen Forschern auch Geitland-Vulkansystem genannt wird, ist 5–17 km breit und 70 km lang.
Es wurde im November 2009 von Geologen des Isländischen Wetteramtes anhand der Aufzeichnungen von Erdbebenserien der letzten Jahre untersucht. Dabei hat man die genauere Lage von Spaltensystemen, die zu ihm gehören, festgestellt. Sie reichen bis unter die Gletscher Þórisjökull und Geitlandsjökull und sind meist SW-NO ausgerichtet.

### Das Gestein
Ähnlich dem Bláhnúkur in Landmannalaugar besteht auch Prestahnúkur zum größten Teil aus Pechstein, einem rhyolithischen Gestein.
Dieses helle Rhyolith-Gestein des Zentralvulkans war recht beliebt als Baumaterial und wurde daher abgebaut, teilweise auch ins Ausland exportiert. Die Mine ist inzwischen geschlossen.

## Der Name
Der Name des Berges rührt daher, dass zwei Priester im 17. Jahrhundert, Helgi Grímsson von Húsafell und Björn Stefánsson vom Hof Snæfoksstaðir, die Expedition wagten, in ein hinter ihm liegendes Tal, das Þórisdalur vorzustoßen. Dies galt in Zeiten des Aberglaubens – vermutete Gespenster und Gesetzlose im Hochland – als unerhörte Tat.

## Lage an der Hochlandpiste Kaldidalur
Die Hochlandpiste Kaldidalur führt nahe am Berg vorbei. Man kann ihn von ihr aus auch besteigen.